# Spring Mount (Pennsylvanie)
Spring Mount est une census-designated place du comté de Montgomery, en Pennsylvanie, aux États-Unis.

## Géographie
Spring Mount se trouve au nord-est des États-Unis, dans le sud-est de l'État de Pennsylvanie, au sein du comté de Montgomery, dont le siège de comté est Norristown. Ses coordonnées géographiques sont 40° 16′ 28″ N, 75° 27′ 56″ O.

## Démographie
Au recensement de 2010, sa population était de 2 259 habitants.